# 柳川慶子
柳川 慶子（やながわ けいこ、本名；本郷 慶子、1936年〈昭和11年〉4月11日 - ）は、日本の女優。京都府京都市出身。
夫は俳優の本郷淳、息子は俳優の本郷弦。父は記録映画作家の柳川武夫、義父は本郷新。同志社大学文学部中退。

## 来歴・人物
俳優座養成所第8期生（同期には水野久美、三木弘子、青樹知子がいた）。
1958年、岡本喜八監督にスカウトされて『結婚のすべて』でデビュー。同年、東宝へ入社。
1963年に東宝を退社すると、劇団雲を経て、1975年の演劇集団 円設立参加以来、同所に所属。

## 出演

### 映画
- 結婚のすべて（1958年）
- 赤い陣羽織（1958年）
- 暗黒街の顔役（1959年）
- 若旦那大いに頑張る（1959年）
- 燈台（1959年）
- 結婚の夜（1959年）

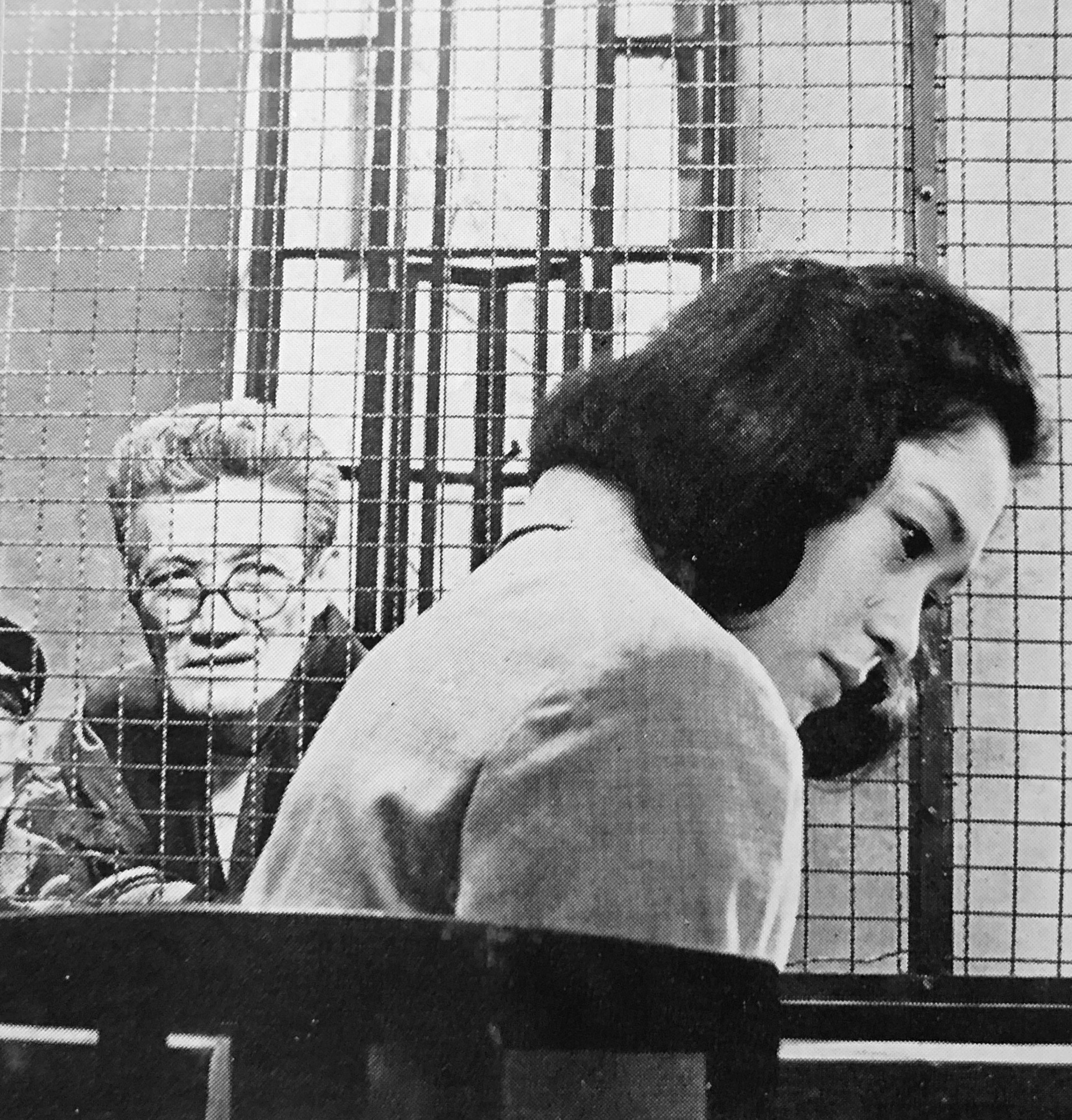
『帝銀事件 死刑囚』（1964年）

- 鉄腕投手 稲尾物語（1959年） - 松田紀子 役
- サラリーマン出世太閤記・課長一番槍（1959年）
- 大学の28人衆（1959年）
- 新・三等重役（1959年）
- アイ・ラブ・ユウ（1959年）
- サラリーマン十戒（1959年）
- 顔役と爆弾娘（1959年）
- 女が階段を上る時（1960年）
- サザエさんの赤ちゃん誕生（1960年）
- 爆笑嬢はん日記（1960年）
- 若旦那奮戦す（1960年）
- 大学の山賊たち（1960年）
- 花のセールスマン 背広三四郎（1960年）
- 金づくり太閤記（1960年）
- 背広三四郎 男は度胸（1961年）
- 背広三四郎 花の一本背負い（1961年）
- 特急にっぽん（1961年）
- サラリーマン・弥次喜多道中（1961年）
- 続・サラリーマン・弥次喜多道中（1961年）
- 新入社員十番勝負（1961年）
- その場所に女ありて（1962年）
- 月給泥棒（1962年）
- 日本一の色男（1963年）
- ハワイの若大将（1963年）
- 江分利満氏の優雅な生活（1963年）
- 帝銀事件 死刑囚（1964年）
- ぼくどうして涙がでるの（1965年）
- 吸血髑髏船（1968年）
- 樺太1945年夏 氷雪の門（1974年）
- アフリカの鳥（1975年）
- 式部物語（1990年）
- スプリング、ハズ、カム（2017年）

### テレビドラマ
- 大河ドラマ（NHK）
  - 赤穂浪士（1964年）
  - 徳川家康（1983年）
- 三匹の侍 第18話「浪人悲章」（1964年、CX）
- テレビ指定席 / 記念の樹（1965年、NHK） - ※映像が現存する
- たまゆら（1965年、NHK） - 直木しず子 役
- 東京警備指令 ザ・ガードマン 第43話「顔の消えた男」（1966年、TBS、大映テレビ室）
- 青春とはなんだ 第11話「暖かい冬」、第12話「子供の夢」（1966年、NTV） - 旅館の女将
- 泣いてたまるか 第6話「浪花節だよ人生は」（1966年、TBS）
- 俺は用心棒 第25話「めおとの風」（1967年、NET） - 利助の女房・おしん 役
- ある日わたしは（1967 ‐ 1968年） ‐ 関信江 役
- 青空にとび出せ! 第10話「ボクとお月さま」（1969年、TBS）
- 花王 愛の劇場（TBS）
  - 新・女の絶唱（1970年）
  - 燃える命（1981年）
  - 愛の激流（1987年）
- ケンちゃんトコちゃん（1970年 - 1971年、TBS） - ケンちゃんとトコちゃんの母 役
- 八つ墓村（1971年、NHK）
- 土曜日の女シリーズ / 明日に喪服を（1973年、NTV）
- 大江戸捜査網 第2話「仕掛けられた身代金」（1973年、12ch） - おあき 役
- 恐怖劇場アンバランス 第9話「死体置場の殺人者」（1973年[2]、CX） - 村田千津 役
- 赤ひげ（1973年、NHK） - お直 役
- 特別機動捜査隊 第597話「愛の屈折 銀座」（1973年、NET）
- ラブラブライバル（1973年 - 1974年、TBS） - しずかの母 役
- 非情のライセンス（NET / 東映）
  - 第1シリーズ 第36話「兇悪の子猫たち」（1973年） - 夕子
  - 第2シリーズ 第11話「兇悪の夢」（1974年） - 糸江
- 愛ぬすびと（1974年、THK）
- 鳩子の海（1974年 - 1975年、NHK）
- 花くらべ（1975年、THK） - 八木沢良子 役
- ライオン奥様劇場 / 異母兄弟（1975年、CX）
- 大都会 闘いの日々 第29話「恵子」（1976年、NTV） - 山野辺夫人
- 土曜ワイド劇場（ANB）
  - 田舎刑事 第1作「時間よ止まれ」（1977年） - 宮城節子
  - 女弁護士・朝吹里矢子 第4作「三重逆転!完全犯罪」（1980年）
  - 滋賀銀行九億円横領事件（1981年）
  - おくのほそ道花の道 華道家元殺人事件（1984年）
  - 考古学者シリーズ 第8作「人妻殺し」（1989年）
  - 松本清張サスペンス・黒い空（1990年）
  - 棟居刑事の純白の証明」（2007年2月10日） - 小峰静代
- ポーラテレビ小説 （TBS）
  - 文子とはつ（1977年） - せき
  - 元気です!（1980年） - 伊沢杉
- 俺たちの祭（1978年、NTV） - Supper“どんたく”のママ
- 太陽にほえろ! （NTV）
  - 第295話「二つの顔の男」（1978年） - 早坂信子
  - 第603話「陽炎の街」（1984年） - 山根雅子
  - 第624話「張り込み」（1984年） - 川口政江
  - 第677話「あなたを告訴する!」（1985年） - 清水杏子
- ゆうひが丘の総理大臣 第3話「泣いて笑ってこれが青春!」（1978年、NTV） - 岡田君子の母
- 特捜最前線（ANB）
  - 第86話「死んだ男の赤トンボ!」（1978年）
  - 第130話「ニセ札・疫病神を拾った男!」（1979年）
  - 第256話「虫になった刑事!」（1982年）
  - 第350話「殺人トリックの女!」（1984年）
  - 第475話「単身赴任誘拐事件・窓際族の身代金!」（1986年）
- 桃太郎侍 第116話「雪に舞い散る母子唄」（1979年、NTV） - お豊 役
- 鉄道公安官 第24話「少年に太陽を・眼球を探せ!」（1979年、ANB ）
- 水戸黄門 第9部 第27話「三国一の嫁騒動 -水戸-」（1979年、TBS） - 秀芳尼 役
- あさひが丘の大統領（1980年、NTV） - 岡田君子の母 役
- 江戸を斬るV 第24話「瞼の母は女掏摸」（1980年、TBS）
- 3年B組金八先生（1980年 ‐ 1981年、TBS） - 斉村昌代 役
- 時代劇スペシャル「宿命剣 鬼走り」（1981年、CX）
- 3年B組貫八先生（1982年 - 1983年、TBS）
- 火曜サスペンス劇場（NTV）
  - 暗い循環（1982年）
  - 天使の復讐（1983年）
  - 少年は見ていた（1983年）
  - 雨の日の逃亡者（1984年）
  - 母の証言（1985年）
  - 浅見光彦ミステリー 第4作（1988年） - 月岡加代子 役
  - フルムーン旅情ミステリー 第4作「遠い記憶」（1991年）
  - わが町 第6作（1995年）
  - 正当防衛 (1995年のテレビドラマ)（1995年） - 本木時枝 役
  - 小京都ミステリー 第17作（1996年） - 増田啓子 役
  - 九門法律相談所 第10作（1999年） - 本間英子 役
  - 指名手配 (テレビドラマ) 第3作（2000年） - 北村かおる 役
  - 松本清張の内海の輪（2001年） - 江村佐和 役
  - 街の医者・神山治郎 第3作（2002年） ‐ 岡部よしの 役
- イエスとノンの物語（1982年、THK）
- ザ・ハングマンシリーズ（ABC）
  - ザ・ハングマンII 第18話「さらわれた女子大生!救出トンビ作戦」（1982年） - 野村静枝 役
  - ザ・ハングマン4 第2話「女子留学生が麻薬を運ばされる!」（1984年） - 前尾夫人 役
- 青が散る（1983年 - 1984年、TBS） - 星野和江 役
- 月曜ワイド劇場（ANB）
  - 愛と怒りの実験室（1983年）
  - 嫁姑・女のいくさ（1984年）
  - 非行心療室（1984年）
- 大奥 第46話「女盗賊の冒険」（1984年、KTV） - 琴路 役
- ザ・サスペンス / 黄金流砂（1983年、TBS）
- 事件記者チャボ! 第25話「息子は無実! 怒れチャボ!!」（1984年、NTV） - 静江 役
- 安寿子の靴（1984年10月13日） - としをの母 役
- 忠臣蔵（1985年、NTV）
- 女性作家サスペンス / 蔵の中（1988年、KTV）
- さすらい刑事旅情編（ANB）
  - さすらい刑事旅情編II 第10話「函館本線の女 傷だらけの帰郷」（1989年）
  - さすらい刑事旅情編III 第6話「信州安雲野・結婚サギにあった女」（1990年）
  - さすらい刑事旅情編IV 第21話「南国土佐の殺意・ホテルから消えた女医」（1992年）
- 世にも奇妙な物語 第7話「時のないホテル」（1990年、CX） - 有島咲 役
- 結婚の理想と現実（1991年、CX）
- はぐれ刑事純情派 第4シリーズ 第12話「新幹線で通う男 昼食難民殺人事件」（1991年、ANB / 東映） - 小村淑子 役
- 愛するということ（1993年、TBS）
- あなたが好きです（1994年） - ナレーション
- 天晴れ夜十郎（1996年） - 千原あき 役
- 金曜エンタテイメント→金曜プレステージ（CX）
  - 美人三姉妹温泉芸者が行く! 第2作（1996年） - 島村ウメ 役
  - 京都祇園入り婿刑事事件簿 第2作（1997年）
  - お気らく主婦の大冒険（1998年） - 松岡弓子 役
  - 赤い霊柩車シリーズ 第10作（1998年） - 西条貞代 役
  - 潮風の診療所〜岬のドクター奮戦記〜（2007年） - 道下静子 役
  - 浅見光彦シリーズ
    - 第33作（2009年） - 池田昌枝 役
    - 第44作（2012年） - 大脇克子 役
- 月曜ドラマスペシャル
  - 弁護士迫まり子の遺言作成ファイル（1999年） - 須藤文子 役
  - アドベンチャー探偵の事件簿 第2作（2002年） - 今村和恵 役
  - 示談交渉人甚内たま子裏ファイル 第2作（2002年） - 福田康子 役
- お登勢（2001年、NHK） - 津田りく 役
- ナイトホスピタル〜病気は眠らない〜（2002年、YTV）
- あなたの人生お運びします 第8話「命がけの恋」（2003年、TBS）
- 高原へいらっしゃい 最終話「また会う日まで! それぞれの旅立ち」（2003年、TBS）
- 京都迷宮案内5 第6話（2003年、EX）
- 異議あり!女弁護士大岡法江（2004年） - 外園康子 役
- 新・京都迷宮案内 第9シリーズ 第1話、第2話（2007年、EX） - 林清美 役
- 京都地検の女 第6シリーズ 第1話（2010年、EX）
- 水曜ミステリー9 / 旅行作家・茶屋次郎 第9作（2011年、TX） - 秋山節子 役
- 警視庁捜査一課9係（2012年） - 青垣テル代 役

### テレビアニメ
- MASTERキートン（1998年、NTV） - 滝田夫人

### バラエティ番組
- 徹子の部屋（2019年8月14日、テレビ朝日） - 渡辺美佐子、高田敏江とともに出演

### CM
- 日本IBM [1]

### 舞台
※ 以下、公式ページを参照。
- 放浪記（1962年、名鉄ホール・梅田コマ劇場） - 日夏京子 役
- トロイアの女たち（1969年、劇団雲、日経ホール）[3]
- マクベス（1972年、劇団雲、日経ホール 他） - マクダフ夫人 役（柳川・高林由紀子）
- 父親
- かもめ
- ペリクリーズ
- この子たちの夏（地人会）
- モンセラ（1985年、演劇集団 円）[4]
- どんどこどん（1986年、演劇集団 円、こどもの城）
- 鹿鳴館（新橋演舞場）
- 駅・1971-1976・夏
- 輸血
- 風浪（1994年、俳優座劇場）
- ティー（シアターＸ）
- 月下
- 光る時間
- 湖上
- 遠い日々の人（1999年、演劇集団 円、三軒茶屋シアタートラム） - 宇喜田静子（澄子の妹）役
- 鶴亀ワルツ（三越劇場）
- 十三夜
- 三人姉妹（2012年、演劇集団 円、ステージ円）